# Пингала
Пингала (санскр. पिङ्गल; IAST: piṅgalá) — древнеиндийский математик, известный своим трудом под названием «Чандас-шастра» или «Чандас-сутра» — трактат на санскрите о стихосложении, считается одним из Веданг.
Шастра разделена на восемь глав. Она является переходным этапом между ведийским размером и классическим размером эпоса на санскрите.
Математик X века Халаюдха написал к ней комментарии и расширил её.
В индийской литературной традиции Пингала отождествляется с младшим братом Панини, древнеиндийским лингвистом V века до н. э. По другой традиции он отождествляется с Патанджали (III—II века до н. э.), написавшим «Великий комментарий» («Махабхашья») к сутрам Панини.
Чандас-шастра представляет формулу для систематического перечисления метров, всех возможных комбинаций лёгких (лагху) и тяжёлых (гуру) слогов для слова из n слогов, используя рекурсивную формулу, которая приводит к частично упорядоченному двоичному представлению. Пингале приписывают первенство в описании комбинаторики санскритской метрики.
| Длина слова (n символов) | Возможные комбинации            |
| ------------------------ | ------------------------------- |
| 1                        | G L                             |
| 2                        | GG LG GL LL                     |
| 3                        | GGG LGG GLG LLG GGL LGL GLL LLL |

По этой причине Пингала иногда также приписывают первое использование нуля, так как он использовал санскритское слово шунья для явного обозначения числа. Двоичное представление Пингалы увеличивается вправо, а не влево, как это обычно происходит с современными двоичными числами. В системе Пингалы числа начинаются с единицы, а не с нуля. Четыре коротких слога "0000" — это первый паттерн и соответствует значению один. Числовое значение получается путём добавления единицы к сумме разрядных значений. Работа Пингалы также включает материал, связанный с числами Фибоначчи, называемыми IAST: Mātrāmeru.